# Жених на двоих (фильм, 2017)
Жених на двоих (фр. Jour J) — романтическая комедия. Премьера мировая 30 марта 2017 года. В российских кинотеатрах с 10 августа 2017 года.
Слоган: «Один мужчина, две женщины, три пути»

## Сюжет
Алексия находит в кармане своего парня визитную карточку свадебного агента и сразу же соглашается выйти за него замуж. Для её парня, Матиаса, это становится сюрпризом, так как визитка от любовницы Джульетты, с которой он недавно переспал.

## В ролях
- Рем Кериси — Джульетта
- Николя Дювошель — Матиас
- Джулия Пиатон — Алексия
- Сильви Тестю — Кларисса
- Франсуа Хавьер Демезон — Бен
- Шанталь Лобби — Мэри
- Том Лееб — Габриель
- Филипп Лашо — один из женихов
- Мишель Мюллер — полицейский

## Производство
Съемки фильма начались в июле 2016 года.